# Reba McEntire
Pour les articles homonymes, voir McEntire.
Reba McEntire est une chanteuse, actrice, productrice américaine née le 28 mars 1955 à McAlester, dans l'Oklahoma (États-Unis). Elle est principalement connue dans le monde de la musique country depuis le début des années 1980, avec plus de 20 albums studio classés dans les premières places des classements américains.
Avec plus de 41 000 000 d'albums vendus dans son pays, elle est la 7e plus grande vendeuse de disques féminine des États-Unis.
Depuis 2023, Reba est coach dans la version américaine de The Voice.

## Biographie
Reba McEntire naît le 28 mars 1955 non loin de Kiowa, en Oklahoma, ses parents sont Jacqueline Smith et Clark Vincent McEntire. Son grand-père était champion de rodéo et son père champion du monde de rodéo à 3 reprises (1957, 1958 et 1961).
Sa mère souhaitait devenir chanteuse de country, mais décida finalement de ne pas poursuivre cette idée et est devenue professeur. Toutefois, la mère de Reba lui apprend à chanter dès son plus jeune âge.
Élevée dans l'univers de la country, elle décide de monter un groupe, les Singing McEntires, avec son frère Pake et sa petite sœur Susie. Le groupe chante alors dans les bars de la région et enregistre la chanson The Ballad of John McEntire. Lancée par un petit label, celle-ci réussit à se vendre à 1 000 exemplaires.
En 1974, Reba entre à l'Université d'État de l'Oklahoma avec l'idée de devenir enseignante. Durant sa scolarité, elle continue de chanter malgré le temps que lui prennent ses études. En 1976, elle est invitée à chanter l'hymne national au rodéo d'une ville de l'Oklahoma. C'est à cette occasion que Red Steagall l'entend chanter, point de départ de sa carrière.

### Carrière musicale

#### Des débuts peu convaincants
Reba McEntire quitte sa ville natale accompagnée de Red Steagall, bien décidé à aider la chanteuse à lancer sa carrière. Ils partent à Nashville, Tennessee, où la carrière de Reba débute formellement avec la signature chez Mercury Records en 1975. Elle lance alors son premier album en 1977, suivi jusqu'en 1983 de 5 autres albums publiés par le même label.
Lancé en 1976, son premier single, I Don't Want to Be a One Night Stand, ne rencontre pas le succès attendu par la maison de disques et ne se positionne qu'en 88e position du Billboard country music chart en mai. McEntire, peu découragée par le "flop" du single, continue à préparer son prochain titre, intitulé (There's Nothing Like The Love) Between a Woman and Man. Comme le précédent single, la chanson ne rencontre pas le succès, atteignant seulement la 86e position du country chart en mars 1977.
McEntire retourne alors immédiatement en studio et lance son troisième single en avril, Glad I Just Waited for You, qui, à son tour, se retrouve en fin de liste des charts en août 1977. Le même mois, son label Mercury Records lance son album Reba McEntire, qui ne parvint pas à se faire une place dans les charts.
Reba retourne ensuite en studio et prépare son second album qui verra le jour en 1979. Intitulé Out Of A Dream, il contient Sweet Dreams, une reprise de Patsy Cline, qui permet à McEntire de décrocher la 19e position du Billboard country music chart en novembre 1979. En 1980, son single You Lift Me Up (To Heaven) atteint le Top 10 du chart pour la première fois.
Son troisième album studio lancé en octobre 1980, Feel The Fire, est l'occasion de lancer 2 nouveaux singles qui se positionnent dans le Top 20 des country charts américains.

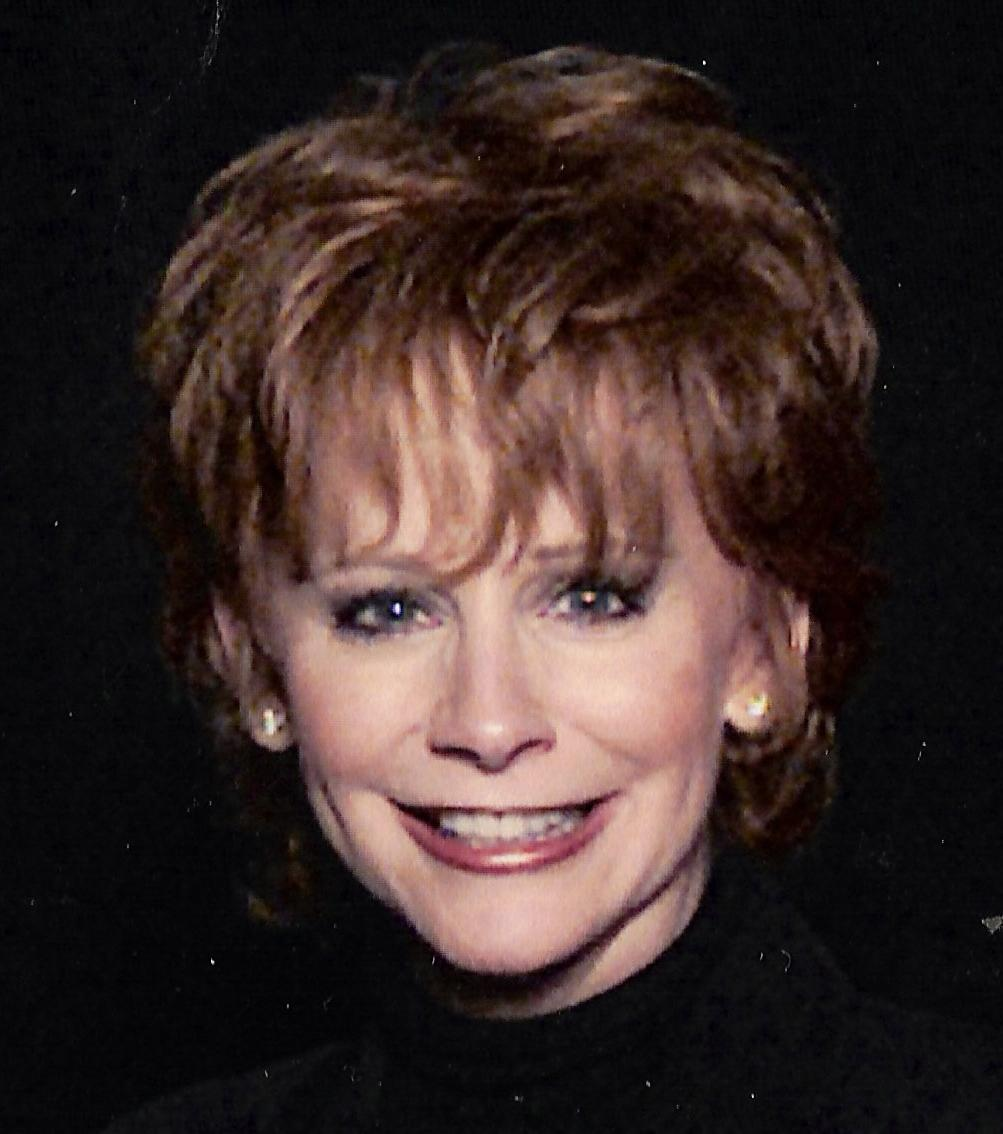
Reba McEntire à Washington, D.C. (2005).

Le quatrième album de la chanteuse, Heart To Heart, rencontre un succès modéré et atteint la 42e position du Billboard Top Country Albums. Le premier single issu de l'album, Today All Over Again, gagne le Top 5 du country chart et le second single, I'm Not That Lonely Yet, se positionna à la 3e place, devenant le plus gros succès de McEntire jusqu'ici. Bien que ce 4e opus soit celui qui a rencontré le plus de succès, celui-ci reçoit pourtant des critiques négatives.
La chanteuse lance alors son 5e disque, Unlimited, en juin 1982. Parmi ce nouvel opus, les singles Can't Even Get the Blues et You're the First Time I've Thought About Leaving se positionnent en tête du country chart américain en 1983.
Son 6e album, Behind The Scenes, est lancé l'année suivante. Il a été bien accueilli par les critiques, recevant des remarques favorables. En 1983, McEntire quitte Mercury Records, critiquant le style de production du label.

#### Un succès inattendu
Prenant conscience de son potentiel, Reba McEntire prend alors davantage le contrôle de sa carrière et signe chez MCA Nashville Records, chez qui elle sort son 7e album intitulé Just a Little Love. Harold Shedd était le producteur initial de l'album, cependant, McEntire n'était pas satisfaite de sa direction, préférant un album country au lieu des arrangements pop souhaités par Shedd. Norro Wilson produit alors l'album, mais celui-ci contient encore des sonorités pop, malgré le changement de producteur. Mécontente, la chanteuse rencontre le président du label, Jimmy Bowen, qui l'autorise finalement à utiliser tout le matériel possible afin de parvenir à ce qu'elle souhaite. Elle réenregistre les titres en version country, tels qu'elle avait écrits pour ce nouvel opus, mais aussi des titres lancés précédemment en single par d'autres artistes (Ray price, Carl Smith, Faron Young, Connie Smith) et qui serviront à ses propres singles.
L'album obtient deux hits, How Blue et Somebody Should Leave, qui parviennent à la tête du classement country américain. Après quelques albums mitigés, l'album Just a Little Love reçoit des critiques positives. Grâce à son succès, Reba McEntire gagne le Country Music Association Award dans la catégorie Female Vocalist of the Year.

#### Discographie

##### Albums studio
- 1977 : Reba McEntire
- 1979 : Out of a Dream
- 1980 : Feel the Fire
- 1981 : Heart to Heart
- 1982 : Unlimited
- 1983 : Behind the Scene
- 1984 : Just a Little Love
- 1984 : My Kind of Country
- 1985 : Have I Got a Deal for You
- 1986 : Whoever's in New England
- 1986 : What Am I Gonna Do About You
- 1987 : The Last One to Know
- 1988 : Reba
- 1989 : Sweet Sixteen
- 1990 : Rumor Has It
- 1991 : For My Broken Heart
- 1992 : It's Your Call
- 1994 : Read My Mind
- 1995 : Starting Over
- 1996 : What If It's You
- 1998 : If You See Him
- 1999 : So Good Together
- 2003 : Room to Breathe
- 2007 : Reba: Duets
- 2009 : Keep On Loving You
- 2010 : All The Women I Am
- 2015 : Love Somebody

## Filmographie

### Cinéma
| Année | Titre                       | Rôle                  |
| ----- | --------------------------- | --------------------- |
| 1990  | Tremors                     | Heather Gummer        |
| 1994  | Maverick                    | Spectateur            |
| 1994  | L'Irrésistible North        | Ma Tex                |
| 1994  | The Little Rascals          | A.J. Ferguson         |
| 2001  | Divine mais dangereuse      | Dr. Green             |
| 2006  | Rox et Rouky 2              | Dixie (voix)          |
| 2006  | Le Petit Monde de Charlotte | Betsy la vache (voix) |

### Télévision
| Année             | Titre                                     | Rôle             |
| ----------------- | ----------------------------------------- | ---------------- |
| 1991              | The Gambler Returns: The Luck of the Draw | Burgundy Jones   |
| 1993              | Evening Shade                             | Elle-même        |
| 1993              | The Man From Left Field                   | Nancy Lee Prinzi |
| 1994              | Frasier                                   | Rachael          |
| 1994              | Is There Life Out There                   | Lily Marshall    |
| 1995              | Buffalo Girls                             | Annie Oakley     |
| 1997              | Diagnostic : Meurtre                      | Elle-même        |
| 1998              | Forever Love                              | Lizzie Brooks    |
| 1998              | Hercules                                  | Artemis          |
| 1999              | Secret of Giving                          | Rose Cameron     |
| 2001 - 2007       | Reba                                      | Reba Hart        |
| 2009              | The Singing Bee                           | Elle-même        |
| 2010              | The Buried Life                           | Elle-même        |
| 2010              | Better with You                           | Lorraine Ashley  |
| 2011              | Working Class                             | Renee            |
| 2012              | Malibu Country                            | Reba Gallagher   |
| 2020 - 2022, 2024 | Young Sheldon                             | June             |
| 2022              | Big Sky                                   | Sunny Barnes     |

### Théâtre
| Année | Titre                                        | Rôle           |
| ----- | -------------------------------------------- | -------------- |
| 2001  | Annie du Far West                            | Annie Oakley   |
| 2006  | South Pacific: In Concert from Carnegie Hall | Nellie Forbush |